# Американски видри
Американските видри (Lontra) са род видри от Америка.

## Видове
Първоначално видовете от този род са били включени в род Видри (Lutra), заедно с евразийската видра, но впоследствие са обособени в отделен род. Родът Lontra включва четири живи и един известен фосилен вид:

### Съществуващи видове
- Канадска видра (Lontra canadensis)
- Южна видра (Lontra provocax)
- Дългоопашата видра (Lontra longicaudis)
- Котешка видра (Lontra felina)

### Изчезнал вид
| Научно наименование | Популярно име | Разпространение            |
| ------------------- | ------------- | -------------------------- |
| † Lontra weiri      | Видра на Уиър | Плиоценска Северна Америка |